# Валери Пекрес
Валери Пекрес (фр. Valérie Pécresse; француски изговор: [валеʁи пекʁɛс]; рођена Роук, Неји на Сени, 14. јул 1967) француска је политичарка. Од 2015. године обавља функцију председника Регионалног савета Ил де Франса. Некада је била чланица странке Будимо слободни (СЛ), основала је 2017. године пре него што је напустила Републиканце (ЛР), била је посланик у Народној скупштини 2. изборне јединице Ивлина од 2002. до 2007. и поново од 2012. до 2016. године, министар високог образовања и истраживања од 2007. до 2011. и министар буџета и портпаролка Владе од 2011. до 2012. године.
У јулу 2021. године, Пекрес је прогласила кандидатуру за републиканску номинацију на председничким изборима 2022. године. Конгрес републиканаца изабрао ју је 4. децембра 2021. године за свог кандидата за изборе 2022. године.

## Образовање и почетак каријере
Пекрес је ћерка истакнутог економисте Доминика Руа који је предавао на Универзитету Париз Дуфин, а касније је био извршни директор компаније Болор. Има дипломе права на HEC Paris и ЕНА. Говори француски, енглески, руски и јапански.
Пекрес је била ревизор Државног савета до 1998. године, када је именована за саветника председника Жака Ширака.

## Политичка каријера

### Каријера у локалној политици
Пекрес је 2002. године такође изабрана за регионалног саветника Ил де Франса 2004. године. Била је и портпарол странке у Ивлину.

### Каријера у националној политици
Поред њених активности у локалној политици, Пекрес је била посланица у Националној скупштини Француске од 2002. до 2007. године, представљајући Ивлин (2. изборна јединица). У парламенту је била члан Одбора за уставна питања (2002-2005) и Одбора за питања културе (2005-2007). Године 2004. постала је портпаролка Николе Саркозија, који је тада био лидер УМП.
Од 2007. до 2011. године Пекрес је била министар високог образовања и истраживања у кабинету премијера Франсоа Фијона. Током свог мандата, покренула је многе реформе у настојању да универзитетима да већи степен аутономије у погледу њихових ресурса и отвори пут за више финансирања из приватног сектора. Реформе су изазвале талас штрајкова.
Године 2009, Académie de la Carpette anglaise, организација која се противи ширењу енглеског језика у франкофонским земљама, доделила је Пекрес Prix de la Carpette Anglaise („Награда за енглески отирач“) јер је одбио да говори француски на међународним састанцима у Бриселу, Белгија; Пекрес је изјавила да је енглески најлакши начин комуникације.
Истовремено, Пекрес је описао Фајненшел тајмс као једног од најуспешнијих Саркозијевих министара и сматрана је кандидатом да наследи Кристин Лагард на месту министра економије и финансија 2011. године.
Од 2011. до 2012. Пекрес је била портпаролка владе и министарка буџета, јавних рачуна и државне реформе у Фијоновом трећем кабинету, наследивши Франсоа Баруана. У том својству, она се противила повећању буџета ЕУ за 2013. годину. На локалним изборима 2011. године, она је посебно ишла против званичне партијске линије, коју је предводио тадашњи лидер УМП Жан-Франсоа Копе, да не усмерава присталице странке како да гласају; уместо тога, рекла је да би радије гласала за Социјалистичку партију (ПС) у случају другог круга против Националног фронта (ФН).
Након пораза Николе Саркозија на француским председничким изборима 2012, Пекрес је остао кључни члан Уније за народни покрет (УМП) и њеног наследника, републиканаца (ЛР). Вратила се у Народну скупштину, где је била у Одбору за финансије од 2012. до 2016. године. У септембру 2014. године придружила се Фијону, Етјену Бланку, Ерику Сиотију и Пјеру Лелушу на званичном путовању у Ирак.

### Председник Регионалног савета Ил де Франса
У децембру 2015. године, Пекрес је предводила листу кандидата Уније деснице, коалиције центристичких и десничарских партија, која је тесно победила на регионалним изборима у Ил де Франсу, победивши Унију левице, коалицију социјалиста. и еколози. Постала је прва жена на функцији председника Регионалног савета Ил де Франса.
На председничким изборима странке 2016. године Пекрес је подржала бившег премијера Алена Жипеа. Усред афере Фијона, у марту 2017. године, придружила се Гзавијеу Бертрану, Кристијану Естрозију и другима у позиву да Жипе замени Франсоа Фијона као кандидата странке.
Уочи избора за вођство републиканаца 2017, Пекрес је основала сопствени политички покрет Будимо слободни! у јулу 2017. Она се такође јавно супротставила новоизабраном председнику ЛР Лорану Вокјезу, упозоравајући на његову могућу „порозност“ идејама крајње десничарског Националног фронта (ФН). Касније је најавила оставку из ЛР 5. јуна 2019. године, три дана након Вокјезове оставке на место председника странке.
Као одговор на гласање о Брегзиту 2016. године, Пекрес је помагала покретање иницијативе корпоративних лидера и политичара – укључујући Ени Хидалго, Жерар Мистрал и Кристијан Нојер – за привлачење бизниса из Лондона. Од тада је јавно говорила да Француска поставља „црвено-бело-плави тепих“ за британске банкаре.
У 2019. години, Пекрес је најавила планове за повећање броја људи у региону Париза који бициклирају на посао улагањем 100 милиона евра у нове бициклистичке стазе и инфраструктуру и субвенционисану шему изнајмљивања електричних бицикала пре 2021. године.

### Кандидатура за председничке изборе 2022
У јулу 2021. године, Пекрес је објавила своју намеру да се кандидује као републикански кандидат на председничким изборима 2022. године. У интервјуу за Ле Фигаро, рекла је: „Спремна сам да будем прва жена председница Републике”. На конгресу странке у новембру 2021. године била је друга после Ерика Сиотија на интерном гласању; за други круг избора, подржали су је други поражени кандидати Мишел Барније, Гзавије Бертран и Филип Живен. Дана 4. децембра 2021, она је добила републиканску кандидатуру у последњем кругу гласања са 61 одсто гласачких листића које су дали чланови странке, прва жена која је тако номинована; ривал Ерик Сиоти је добио 39 процената.
Анкета Елаб „Опинион 2022“ за БФМ ТВ и Л'Експрес у сарадњи са СФР, објављена 7. децембра 2021. ставља Валери Пекрес испред председника Емануела Макрона са 52% наспрам 48% у могућем другом кругу председничких избора у Француској 2022. Анкета Ифоп-Фидусјал-а за ЛЦИ и Ле Фигаро објављена 7. децембра 2021. ставља намјере бирача да гласају за Емануела Макрона на 25%, за Валери Пекрес и Марин Ле Пен обоје на 17%, за Ерика Земура на 13% (граница грешке : 1,4 до 3,1 поена).

## Политичке позиције

### Социјална полиса
Насупрот Таубирином закону о истополним браковима у Француској, Пекрес је учествовала у разним демонстрацијама против истополних бракова и ЛГБТ родитељства између 2012. и 2013. године, посебно предвођених Истополним родитељством.
У тексту из 2016. године који су објавиле недељне новине Ле Журнал ду Диманше, Пекрес се придружила шеснаест других жена високог профила из читавог политичког спектра – укључујући Елизабет Гигу, Кристин Лагард и Флер Пелерин – у јавном завету да ће разоткрити „све сексистичке примедбе, непримерени гестови и понашање.
Приликом оснивања Либреса! 2017. године, Пекрес је рекла недељним новинама La Manif pour tous (Штрајк за све) да ће настојати да позиционира своју групу између оних који су се придружили Макроновој влади – укључујући премијера Едуара Филипа – и оних који ће следити линију коју је она назвала „агресивном опозицијом“ и која се окупила око десног крила странке.
Такође 2020. године, Пекрес је рекла да је „потпуно непријатељски расположена“ према гласању путем поште како би се олакшало гласање током кризе јавног здравља изазване пандемијом Ковид-19 у Француској.
Године 2021. Пекрес је заговарала рестриктивнији приступ питању имиграције, видећи то као „велики друштвени изазов“. Она посебно предлаже увођење максималних годишњих имиграционих плафона и строжијих услова за издавање боравишне дозволе, као што су поседовање „довољних средстава” (чији би износ био повећан за 25 одсто), „владање француског језика” и „поштовање секуларизма и вредности Републике”. На крају, она жели да искључи људе који живе у Француској мање од пет година из социјалне помоћи.

### Домовинска безбедност
Као одговор на нападе на Ил де Франс у јануару 2015. године, Пекрес је рекла да је Француској потребна сопствена верзија Патриотског закона.
Након убиства Семјуела Патија 2020. године, Пекрес се залагала за укидање ограничења за препознавање лица и коришћење вештачке интелигенције за борбу против тероризма у мрежама јавног превоза.

### Економска политика
Изјашњавајући се за економски либерализам, она је у августу 2021. године, рекла да је „две трећине Меркелова, једна трећина Тачерова“. Уочи председничких избора 2022. године, обећала је да ће смањити јавну потрошњу и порезе кроз четири велике реформе: укидање 150.000 радних места у државним службама, прелазак у пензију са 65 година, смањење накнаде за незапослене и повлачење државе из конкурентских компанија у којима је мањински акционар. Такође жели да оконча 35-часовну радну недељу.

## Лични живот
Пекрес је у браку са бившим инвестиционим банкаром и менаџером Алстома Жеромом Пекресом од 1994. године. Пар има троје деце.